# Palpares pauliani
Palpares pauliani är en insektsart som beskrevs av Fraser 1951. Palpares pauliani ingår i släktet Palpares och familjen myrlejonsländor. Inga underarter finns listade i Catalogue of Life.